# Festuca flischeri
Festuca flischeri är en gräsart som beskrevs av Josef Joseph Rohlena. Festuca flischeri ingår i släktet svinglar, och familjen gräs. Inga underarter finns listade i Catalogue of Life.